# 长春长东北开放开发先导区
长春长东北开放开发先导区（长德新区）是位于中国吉林省长春市的经济技术开发区，位于长春市东北部。范围为米沙子镇以南，雾开河以西、伊通河以东、长吉南线以北区域。

## 历史
2007年11月，长春市委召开十一届二次全会决定“应着力建好城市，积极打造北部新城、南部新城、西南工业区、长东北开放开发先导区。”2008年4月31日，长春市委常委会决定成立长东北开放开发先导区建设领导小组及办公室。2008年5月4日，长春市编制办下发了《关于成立长东北开放开发先导区建设领导小组等有关问题的通知》（长编［2008］32号），成立了由市委书记高广滨、市长崔杰任组长的长东北开放开发先导区建设领导小组，下设办公室，人员从市经委、市发改委、市开发区办、市直机关后备干部中抽调。
2009年8月30日，中国国务院正式批复了《中国图们江区域合作开发规划纲要--以长吉图为开发开放先导区》。长春市整合东北部的高新北区、经开北区（玉米工业园区）、九台开发区、米沙子工业集中区、二道开发区、宽城开发区、合隆开发区七个区的资源，组建了以外向型、多功能、生态和谐新城区和新兴产业集聚区为目标的长东北开放开发先导区。